# Sagás
Sagás (oficialmente y en catalán Sagàs) es un municipio de la comarca del Bergadá, en la provincia de Barcelona, situado al este de Gironella, en el valle del Marlés. Incluye el agregado de La Guardia. Cuenta con una población de 153 habitantes (INE 2024).

## Historia
Diversos hallazgos de sílex y hachas de piedra hacen suponer que la zona ya era habitada en época neolítica. 
Durante la época prerromana, poblaban este pueblo la tribu de los berguistants, al igual que en toda la comarca. (De allí el nombre de la comarca) 
Durante la dominación franca, Sagás forma parte del condado de Osona. En tiempo del conde Oliva, pasó a formar parte del condado de Berga, el cual más tarde se integra en el de Cerdanya.
El año 839, en el acta de consagración de la Seu d'Urgell, ya se hace noticia de la existencia de la parroquia de Sagás, al igual que la de Viure, la Quar o Marlés.
El 903, el obispo Nantigi de Urgel consagró a la iglesia de San Andrés y de San Martín de Viure.
A partir de la segunda mitad del siglo X, se construye el monasterio de la Portella y en 1003 ya era habitado por monjes. Durante el siglo XI muchas tierras y bienes de San Andrés de Sagás son cedidas o vendidas a Sant Pere de la Portella.
En mitd de siglo XIV, la Portella se transforma en baronía al pasar a dominio de los barones de Pinós. Esta baronía comprendía las alcaldías de Sagás, Marlés y Viure.
Más tarde, la baronía de la Portella se integra en las baronías de Pinós y Mataplana.
San Martí de Viure fue consagrada el año 1044 por el obispo Guillem Guifré de Urgel. Desde la segunda mitad del siglo XII y hasta la primera mitad del siglo XIV, parece ser que fue residencia de los templarios.
Es durante el siglo XIV que la peste provoca la disminución de la población y motiva que la parroquia de San Martín de Viure se agregue a San Andrés de Sagás.
En el siglo XV se forma la subveguería del Bergadá, a la cual perteneció Sagás hasta su extinción en 1716.
Entre los años 1590 y 1623, se crea el obispado de Solsona, y todas las parroquias del Bergadá pasarán a formar parte.
En 1698 se establece la parroquia de la Virgen de La Guardia, de la cual pasarán a depender las parroquias de Viure y Valldoriola.

## Demografía
Sagás cuenta con una población de 153 habitantes (INE 2024).
| Gráfica de evolución demográfica de Sagás entre 1842 y 2021 |
| |
| Población de derecho según los censos de población del INE. Población de hecho según los censos de población del INE.En este censo se denominaba Sagas, Buirey y Vallerista: 1842. |

| 1900 | 1930 | 1950 | 1970 | 1981 | 1986 |
| ---- | ---- | ---- | ---- | ---- | ---- |
| 343  | 478  | 499  | 294  | 272  | 255  |

## Economía
La actividad económica principal es la agricultura y la ganadería. Los cultivos predominantes son los cereales y los forrajes. Con respecto a la ganadería, se dedica al sector porcino y al bovino. Hay que destacar el desarrollo del agroturismo en los últimos años.
El número de habitantes de la población es de 140 según el último censo.

## Lugares de interés
- Iglesia de Sant Andreu de Sagàs, de estilo románico (s. XI).
- Iglesia de Sant Martí de Biure, de estilo románico.
- Capilla de Santa Margarida, con elementos románicos, entre ellos el frontal del altar, conservado en el Museo Episcopal de Vich.
- Santuario de La Guardia. Conserva una talla románica.

## Curiosidades
Sagás se encuentra en medio de las ramblas de Pontarró en el oeste y por la rambla de Marlés en el nordeste. Las Sierras de Viure cruzan el municipio, separando el valle de Marlés y la del Llobregat. El relieve es suave, con una altura media de 730 m, con llanuras y colinas que dan una espléndida panorámica del Bajo Bergadá.
El clima es mediterráneo húmedo con tendencia continental. La temperatura media en verano varía entre 21 °C y 22 °C, mientras que en invierno es de 6° o 7 °C. Las lluvias son bastante irregulares, con valores aproximados de 600-700 mm, y la nieve es poco frecuente.
Con respecto a la vegetación, predomina el roble martinenc. En zonas soleadas, predominan las encinas, carrascos, tomillo y aliagas.
La población se encuentra diseminada en masías aisladas, exceptuando un pequeño núcleo en torno a la iglesia de San Andrés y la calle Bonaire.